# Парламентарни избори в Северна Македония (2020)
Предсрочните Парламентарни избори в Република Северна Македония се провеждат на 13 – 15 юли 2020 г.

## Политически развития и насрочване на изборите
През октомври 2020 г. след временния отказ на ЕС поради ветото на Франция да започне преговори за членство с РСМ министър-председателят Зоран Заев обявява намерението си да подаде оставка и да се проведат избори до края на годината. В крайна сметка управляващите и опозицията се съгласяват изборите да се проведат на 12 април 2020 г. В съответствие с принципите на Пържинското споразумение от 2015 г. на 3 януари 2020 г. Зоран Заев подава оставка и се формира служебен кабинет начело с Оливер Спасовски. Партиите се подготвят за изборите и подават листи в ЦИК, но поради избухналата пандемия с коронавируса те са отложени до преодоляването на пандемията. След дълги спорове на 15 юни СДСМ и ВМРО-ДПМНЕ постигнат договор изборите да се проведат на 13 – 15 юли 2020 г.
Основните избори се провеждат в сряда, 15 юли, обявен за неработен ден, а в предходните два дни гласуват избирателите от специални категории – болните или карантинирани с Ковид-19, обикновените болни и изнемощяли и др.

## Предизборна кампания
В навечерието на редовната предизборна кампания на 19 февруари 2020 г. Алиансът за албанците и Алтернатива обявяват предизборна коалиция. На 27 февруари по-малката албанска партия „Беса“ сключва предизборен съюз с управляващата СДСМ.
Официалната предизборна кампания се провежда от 24 юни до 12 юли 2020 г. В нейното навечерие Демократичният съюз за интеграция издига лозунга за назначаване на премиер-албанец след изборите, а на 24 юни на конвенция в Претор номинират за поста Насер Зибери, ветеран от бившата Партия за демократичен просперитет.